# Кутиев, Гази Джабраилович
Гази Джабраилович Кутиев (род. 25 августа 1934, с. Хурукра, Лакский район, Дагестанская АССР — советский спортсмен, писатель, лакского происхождения, председатель спортивного комитета СССР.

## Биография
Родился в селении Хурукра в 1934 году. Окончил Центральную школу тренеров РСФСР в городе Москва, Университет марксизма-ленинизма. Активно занимался спортом с 1953 по 1969 годы. Работал тренером по легкой атлетике, учителем физической культуры. С 1972 по 1997 годы, до ухода на пенсию, работал председателем городского комитета по спорту, делам молодежи и туризму администрации г. Избербаша. Мастер спорта СССР, «Заслуженный работник физической культуры ДАССР». Награждён почетными грамотами Президиума Верховного Совета ДАССР, Центрального Комитета комсомола, Комитета по физической культуре и спорту при Совете Министров СССР, Госкомспорта Российской Федерации, Министерства просвещения ДАССР, Знаком ЦК ВЛКСМ и газеты «Комсомольская правда», ЦК ДОСААФ СССР, медалью «Ветеран труда». Имеет благодарность с занесением в трудовую книжку от Совета Министров СССР.

## Детство в военное время
Его детство, словно кованое железо, закалилось в суровых испытаниях Великой Отечественной войны. Отец Гази Джабраиловича, заведующий отделом райкома, имел государственную бронь от призыва на поле боя и мог остаться работать в тылу, но принял волевое решение уйти на фронт. В декабре 1941 года он был тяжело ранен в боях под Харьковом — 8 вражеских пуль пронзили его тело. После этого он перенёс несколько сложных операций, последствия ранения сопровождали его всю оставшуюся жизнь.
На долю Гази и двух его младших сестёр, выпала суровая участь детей войны. Как вспоминает Гази Джабраилович, в первый год проблем с продовольствием и голода ещё не было, но с 1942 года начались тяжёлые испытания. Гази стал свидетелем того, как малые дети, чьи животы давно забыли вкус хлеба, падали в обморок прямо за партами. Всё, что могли собрать селяне, уходило на фронт, оставляя в ауле лишь пустые амбары и голодные глаза. Образы опухших от голода детей до сих пор не покидают памяти нашего героя.
Мать Гази, Патимат Магомедовна Кутиева, работавшая бригадиром в колхозе, делала всё возможное, чтобы его и сестёр не постигла та же участь. Месяцами семью кормила дикая природа родных мест — мама готовила пищу из горных трав. Несмотря на все невзгоды, Гази рос активным и подвижным ребёнком. Ещё до начала войны он полюбил спорт. Однажды в дверном проёме их дома появилась перекладина, и его дядя Осман, которого Гази Джабраилович очень любил и уважал, наказал ему подтягиваться каждый день, выходя из дома перед школой и возвращаясь оттуда. И, несмотря на любые невзгоды, Гази каждый день продолжал соблюдать этот ритуал.
Победа в Великой Отечественной войне ещё не ознаменовала окончание голодных лет, ведь вслед за ней последовали непростые послевоенные годы, когда страну восстанавливали после разрухи и тяжелейших потерь.
После возвращения отца с войны на свет появились два брата Гази — Зульпукар и Казбек. Оба они также оставили заметный след в обществе республики. Зульпукар Кутиев на протяжении 27 лет являлся директором СОШ № 1 Избербаша, имел звания Заслуженного учителя РД и Отличника народного образования СССР. Казбек Кутиев — хирург высшей категории, работал главным врачом Лакского района.

## Армия
В 1953 году Гази Джабраиловича призвали в армию, и он отправился в Беларусь, в часть школы младших авиационных специалистов. В залатанной прохудившейся одежде он ехал навстречу светлому будущему. «В армии в первый раз за 11 лет я поел досыта», — эти слова являются исчерпывающим описанием жизни людей в послевоенное время.
Первые 6 месяцев службы прошли в статусе радиомеханика, последующие же годы Гази служил стрелком-радистом. После года службы в Беларуси он был переведён на авиационную базу в Краснодаре. В армии началась и расцвела спортивная жизнь Кутиева. На тот момент ВВС страны руководил сын Иосифа Сталина, Василий — большой любитель спорта, поэтому физическому воспитанию в войсках авиации уделялось большое внимание, и Гази пользовался этим сполна, проводя на стадионе всё доступное время. Служба ознаменовалась первыми громкими победами. Например, выступая на соревнованиях, Кутиев установил рекорд Северо-Кавказского военного округа по прыжкам в длину, прыгнув на 7 метров и 11 сантиметров. Забегая вперёд, расскажем, что за свою жизнь Гази получил около 200 грамот за достижения в спорте. Почти все из них были переданы в музей при министерстве спорта Дагестана.

## Карьера
После армии в 1956 году Кутиев приехал в Избербаш, где жили и работали в нефтяной отрасли его родственники. Узнав о его результатах в спорте, председатель спорткомитета города Борис Никулин предложил ему работу тренером по лёгкой атлетике в местной спортивной школе. Одновременно Гази поступил на заочное отделение Государственного центрального Ордена Ленина института физической культуры в Москве, которое окончил с отличием в 1962 году. На тот момент он оказался единственным в Избербаше учителем физкультуры с высшим образованием и устроился работать в СОШ № 3. В 1963 году ему предложили должность председателя спорткомитета города, и Кутиев принял этот пост, однако через год руководство СССР приняло решение сократить спорткомитеты как госорган. Гази Джабраилович вновь стал работать в школе — на этот раз в СОШ № 2, где трудился до 1972 года. К тому моменту статус спорткомитетов был восстановлен, и Кутиева вновь назначили на должность председателя.
До его прихода в первой Спартакиаде народов Дагестана в Махачкале, Избербаш занял последнее место, и перед Гази Джабраиловичем была поставлена задача срочно исправить столь плачевное положение. Всё это время он выступал не только в роли наставника, но и действующего спортсмена: на первенстве Дагестана по лёгкой атлетике установил рекорд по прыжкам в длину — 7 метров 19 сантиметров; входил в сборные республики по волейболу, лёгкой атлетике, стрелковому спорту. В 1967 году получил звание Мастера спорта СССР по стрельбе из пистолета.
Стоит отметить, что в Избербаше именно Кутиев дал мощный толчок к развитию этих видов спорта, его можно назвать пионером данных дисциплин в нашем городе. Вступив в должность, Гази Джабраилович взялся за дело с полной самоотдачей и внедрил спорт во все сферы жизни избербашцев. При нём были организованы спартакиада народов Дагестана в Избербаше, спартакиада школьников, спартакиада медработников, спартакиада учителей города, спартакиада ДагЗЭТО, спартакиада завода «Полёт», спартакиада нефтяников Избербаша, спартакиада торговли и общественного питания. Особый интерес представляла спартакиада командиров производства — в ней принимал участие каждый директор, секретарь и председатель в городе, а также все их заместители. Городской стадион всегда был наполнен людьми. Под его руководством спортивный комитет стал настоящей кузницей победителей, и город, некогда малый и незаметный на спортивной ниве региона, начал уверенно занимать первые места на республиканских состязаниях, в которых неизменно лидировал с 1975 по 1990 гг.
Кутиев отличался удивительными трудолюбием и выносливостью: участвуя в спортивных состязаниях и трудясь не покладая рук в спорткомитете, он ещё и посвящал уйму сил и времени общественной деятельности. Тогда отказаться от этого было неприемлемо — общественно полезная работа была обязанностью для гражданина СССР. Гази Джабраилович занимал должность депутата городского исполкома по 34 округу, был секретарём партийной организации горисполкома, членом бюро горкома комсомола, членом парткомиссии горкома партии, председателем торговой комиссии, заместителем председателя комиссии по делам несовершеннолетних и членом жилищно-бытовой комиссии. Также он являлся председателем Федерации стрелкового спорта Дагестана.

## Вклад в развитие стрельбы из лука в Дагестане
Нельзя не упомянуть о том, какой вклад внёс Гази Джабраилович в развитие стрельбы из лука в Дагестане. В 1977 году в возрасте 44 лет он сдал норматив мастера спорта СССР в данной дисциплине, а сборная Дагестана состояла практически полностью из избербашцев-воспитанников Кутиева. Он лично воспитал трёх мастеров спорта СССР. Одним из своих главных достижений Гази Джабраилович считает 3 место в стрельбе из лука на 30 метров на Первенстве России, после которого его пригласили в сборную страны для участия в Азиатских играх 1979 года. Уже в солидном для спортсмена возрасте он сумел освоить новый для себя вид спорта и дойти в нём до соревнований высшего уровня. Перед сборниками стояла задача — войти в десятку среди 52 команд, принимающих участие в состязаниях. Сборная в составе с Кутиевым заняла 4 место, за что её члены были награждены призовыми — по 500 рублей каждому.

## Пенсия
В 1994 году Гази Джабраилович вышел на пенсию, а в 1998, несмотря на уговоры руководства города остаться, покинул пост руководителя спорткомитета. Его безупречный труд был не раз отмечен государственными ведомствами. Кутиев награждён почётными грамотами Президиума Верховного Совета ДАССР, Центрального Комитета комсомола, Комитета по физической культуре и спорту при Совете Министров СССР, Государственного комитета спорта РФ, Министерства просвещения ДАССР, знаком ЦК ВЛКСМ и газеты «Комсомольская правда», ЦК ДОСААФ СССР, медалью «Ветеран труда». Имеет благодарность с занесением в трудовую книжку от Совета Министров СССР.
Отдельно стоит отметить публицистический талант Гази Кутиева. Он не только прекрасный спортсмен и тренер, но и умный, образованный, красноречивый человек. Его спортивные репортажи публиковались на страницах городской и республиканских газет. Год своего 55-летия Гази Джабраилович отметил 12-дневным походом в группе по маршруту Избербаш-Сергокала-Леваши-Гуниб-Кумух. От Гуниба до Кумуха туристы шли пешком 9 дней по горным тропам. Путевой очерк Кутиева, посвящённый этим событиям, был опубликован на страницах «Советского спорта» — газеты, тираж которой был самым крупным в СССР и составлял 7 млн экземпляров, а сам автор был отмечен гонораром в 300 рублей. Покинув свой многолетний пост, он посвятил себя писательской деятельности. В 2006 году был издан первый из трёх томов книги Гази Кутиева «Хурукра и хурукринцы», посвящённой истории, географии, культуре и жителям родного аула. Произведение можно назвать монументальным исследовательским трудом, в котором отражена жизнь аула от древних времён и до наших дней. Такая любовь и преданность своей малой родине не может не восхищать. Написать три объёмных тома о небольшом горном ауле — результат колоссальной и скрупулёзной исследовательской работы.

## Личная жизнь
Образцово сложилась и семейная жизнь Гази Джабраиловича. С 1958 года он женат на Сабират Магомедовне Кутиевой. В браке они воспитали 4 сыновей и дочь, у них 10 внуков и 6 правнуков. Все дети и внуки получили хорошее образование, нашли свое место в жизни и стали достойными людьми.